# Desa Citalahab (administrativ by i Indonesien, Jawa Barat)
Desa Citalahab är en administrativ by i Indonesien.   Den ligger i provinsen Jawa Barat, i den västra delen av landet, 220 km sydost om huvudstaden Jakarta.